# إدوارد جيبون ويكفيلد
يُعدّ إدوارد جيبون ويكفيلد (بالانجليزية: Edward Gibbon Wakefield) (من مواليد 20 مارس عام 1796 - 16 مايو عام 1862)، شخصية رئيسية في إنشاء مستعمرات جنوب أستراليا ونيوزيلندا (إذ شغل فيما بعد منصب عضو البرلمان). كان لديه أيضًا اهتمامات كبيرة في أمريكا الشمالية البريطانية حيث شارك في صياغة تقرير اللورد دورهام لكونه عضوًا في برلمان مقاطعة كندا لفترة قصيرة.
اشتُهر بمخططه الاستعماري، الذي يشار إليه أحيانًا باسم مخطط ويكفيلد، والذي يهدف إلى ملء المستعمرة الجديدة في جنوب أستراليا بمزيج عملي من العمال والتجار والحرفيين ورأس المال. كان من المقرر تمويل المخطط عن طريق بيع الأراضي للرأسماليين الذين سيدعمون بذلك الطبقات الأخرى من المهاجرين.
على الرغم من سجنه لمدة ثلاث سنوات في عام 1827 بتهمة اختطاف فتاة تبلغ من العمر خمسة عشر عامًا في بريطانيا، إلا أنه تمتع بحياة مهنية سياسية متميزة.

## جنوب أستراليا
في عام 1831، بعد أن أثار إعجاب جون ستيوارت ميل وروبرت تورينز وغيرهما من الاقتصاديين البارزين بقيمة أفكاره، انخرط ويكفيلد في إنشاء مخططات مختلفة لتعزيز استعمار جنوب أستراليا. كان يعتقد أن العديد من المشاكل الاجتماعية في بريطانيا ناتجة عن الاكتظاظ السكاني، ورأى أن الهجرة إلى المستعمرات هي صمام الأمان. شرع في تصميم مخطط استعماري مع مزيج عملي من العمال والحرفيين ورأس المال. كان من المقرر تمويل المخطط عن طريق بيع الأراضي للرأسماليين الذين سيدعمون بذلك الطبقات الأخرى من المهاجرين.
استغرق الأمر عدة محاولات قبل إنشاء مقاطعة جنوب أستراليا. على الرغم من أن ويكفيلد كان في البداية قوة دافعة، إلا أنه وجد أنه مع اقترابه من جمع النتائج، بدأ الاعتماد عليه يضعف رويدًا رويدًا حتى تم تجميد عمله بالكامل تقريبًا، وعندها قرر الهجوم وقطع صلاته بالمخطط.
ومع ذلك، في عام 1839، أطلق جون هيل على نهر يقع شمال أديلايد في جنوب أستراليا اسم ويكفيلد، ما أدى لاحقًا إلى تسمية بورت ويكفيلد. تم تسمية شارع ويكفيلد، أديلايد، باسمه أيضًا من قِبَل لجنة تسمية الشوارع.

## أمريكا
ومع ذلك، لم يفقد ويكفيلد اهتمامه بالاستعمار كأداة للهندسة الاجتماعية. في عام 1833، نشر مقالًا باسم مجهول عنوانه إنجلترا وأمريكا، وهو عمل يهدف في المقام الأول إلى تطوير نظريته الاستعمارية الخاصة الموجودة في الملحق المعنون «فن الاستعمار». يحتوي المقال على العديد من الأفكار الجديدة، بعضها تصل إلى استنتاجات متطرفة على ما يبدو. يتضمن المقال أيضًا اقتراحًا متميزًا بأن عملية نقل الرسائل يجب أن تكون مجانية تمامًا، بالإضافة إلى أنه في ظل ظروف معينة، سيقوم الأمريكيون بطرح «ذرة أرخص من أي وقت مضى».

## شركة نيوزيلندا
سرعان ما بدأ تنفيذ مشروع جديد وهو شركة نيوزيلندا. في عام 1837، أعطى المكتب الاستعماري لشركة نيوزيلندا ميثاقًا لتعزيز الاستيطان في نيوزيلندا. غير أنها تعلق شروطًا غير مقبولة على الأعضاء. بعد مناقشة مستفيضة، تضاءل الاهتمام بالمشروع. كان ويكفيلد بلا شك أحد أكثر الأصوات تأثيرًا في الشركة، لكنه اكتشف اهتمامًا آخر، كندا.

## كندا (المرة الأولى)
تم قمع تمردات عام 1837 في كندا السفلى، لكن بقيت المستعمرة في حالة اضطراب. أرادت حكومة اللورد ملبورن إرسال جون جورج لامبتون إيرل دورهام الأول لتسوية النزاعات. عمل هو وويكفيلد بشكل وثيق على مخطط نيوزيلندا، وبدأ يُظهر اهتمامه بنظريات ويكفيلد الاستعمارية؛ جسّد التقرير أفكار ويكفيلد وقام بتسريبها خلسةً إلى صحيفة ذا تايمز لمنع الحكومة من العبث بها. كان دورهام مستعدًا لقبول المهمة بشرط أن يرافقه ويكفيلد كمفوض لأراضي التاج. ومع ذلك، كان كلاهما يعلم أن الحكومة البريطانية لن تقبل بويكفيلد أبدًا، لذلك خطط دورهام للإعلان عن الموعد فقط بعد وصوله إلى كندا. أبحر ويكفيلد وابنه، إدوارد جيرنينغهام ويكفيلد، سرًا إلى كندا في عام 1838، لكن قبل وصولهما، تسرب الخبر وسرعان ما ألغت لندن الموعد. على الرغم من ذلك، احتفظ دورهام به كممثل غير رسمي ومستشار ومفاوض، ما منحه فعليًا الصلاحيات ذاتها التي كان سيحصل عليها في حال تم تعيينه.
نجح البعض في نزع فتيل الوضع وجلبوا اتحاد كندا العليا والسفلى. نظرًا لأن دورهام عانى من مشاكل صحية معظم وقته في كندا، فإن قدرًا كبيرًا من الفضل في نجاح مهمته يعود إلى مستشاريه ويكفيلد وتشارلز بولر. من الواضح أن ويكفيلد أصبح مفاوضًا متمكنًا. بعد ذلك بوقت قصير، جعلت المناورات السياسية في لندن موقف دورهام غير مقبول لذا قدم استقالته ومن ثم عادوا جميعًا إلى بريطانيا.
هناك، دخل دورهام في عزلة أثناء كتابته ثم قدم إلى البرلمان تقريرًا عن إدارته. على الرغم من عدم ذكر أسمائهم، بدا أنه من المحتمل أن يكون التقرير قد كُتب بشكل تعاوني من قِبَل الرجال الثلاثة: دورهام وبولر وويكفيلد. في نهاية المطاف، أصبح هذا التقرير واستنتاجاته مخططًا لتطوير السياسة الاستعمارية البريطانية.